# Авилес, Рик
Ричард Энтони «Рик» Авилес (англ. Richard Anthony «Rick» Aviles; 14 октября 1952, Нью-Йорк, США — 17 марта 1995, Лос-Анджелес, Калифорния, США) — американский актёр, стендап-комик и телеведущий.

## Биография
Рик Авилес родился на Манхэттене в пуэрто-риканской семье. До прихода в актёрскую профессию он работал в типографии, был продавцом. Его отец работал страховым агентом, мать преподавала в колледже. У него были две сестры и брат. Одна из сестёр, Энджел Авилес, последовала примеру Рика и также стала актрисой.
В середине 1970-х Авилес начал выступать в качестве стендап-комика, устраивая уличные представления в Вашингтон-Сквер-парке, в Центральном парке и в других публичных местах Нью-Йорка. Работал вместе с братом Родом Рейесом, помогавшим ему писать шутки. Выступал также на сценах ночных клубов Гринвич-Виллидж. В своих выступлениях часто перевоплощался в людей разных национальностей и профессий, умело изображал различные акценты. Эти навыки он позднее использовал в фильме Джима Джармуша «Таинственный поезд», где изобразил чернокожего жителя Мемфиса. Авилес был отмечен премией еженедельника The Village Voice как лучший уличный исполнитель 1980 года.
Авилес дебютировал в кино в 1981 году со второстепенной ролью в фильме «Гонки „Пушечное ядро“». Известность он получил в 1990 году, исполнив роль убийцы Вилли Лопеса в фильме «Привидение», который стал самым кассовым фильмом года и был отмечен рядом наград и номинаций, в том числе пятью номинациями на премию «Оскар». Популярность фильма дала толчок карьере Авилеса как артиста стендапа, его выступления стали проходить и за пределами США.
Также Авилес снимался в фильмах «Секрет моего успеха», «Уличный парень», «Крёстный отец 3», «Вид на жительство», «Путь Карлито» и ряде других. Его последними работами в кино стали фантастический фильм «Водный мир» и комедия «Квартирка Джо», вышедшие на экраны уже после смерти Авилеса. Рик успел поработать и на телевидении. Он был ведущим музыкального шоу Showtime at the Apollo на канале NBC, участвовал в стендап-шоу One Night Stand на HBO, снимался в нескольких телесериалах, в том числе в возрождённом комедийном «Шоу Кэрол Бёрнетт» и мини-сериале 1994 года «Противостояние».
Употребляя героин, Авилес заразился ВИЧ и скончался 17 марта 1995 года в возрасте 42 лет от остановки сердца, вызванной осложнениями СПИДа.

## Фильмография
- 1981 — Гонки «Пушечное ядро» / The Cannonball Run — Бешеный Пёс
- 1987 — Секрет моего успеха / The Secret Of My Success
- 1987 — Уличный парень / Street Smart — Соло
- 1991 — Монстры / Monsters — Мистер Вега (1 эпизод)
- 1989 — Кризис личности[англ.] / Identity Crisis — Эль Торо
- 1989 — Таинственный поезд / Mystery Train — Уилл Робинсон
- 1990 — Вид на жительство / Green Card — Винсент
- 1990 — Крёстный отец 3 / The Godfather: Part III
- 1990 — Привидение / Ghost — Вилли Лопес
- 1993 — Путь Карлито / Carlito’s Way
- 1993 — Святой из Форт-Вашингтона / The Saint of Fort Washington — Розарио
- 1994 — Противостояние / 'The Stand
- 1995 — Водный мир / Waterworld — Гейтсмен